# Nexus (comics)
Pour les articles homonymes, voir Nexus.

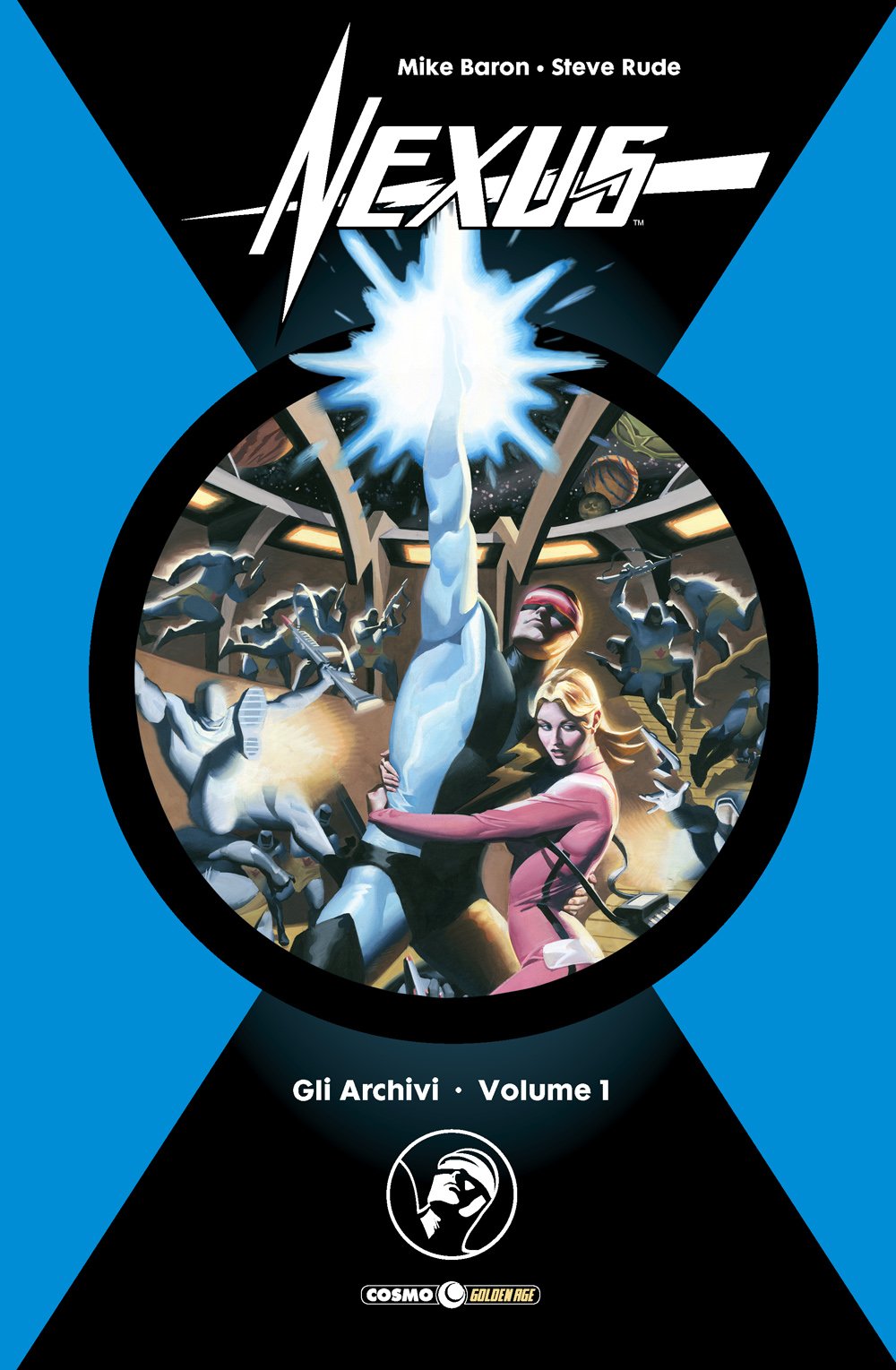
Couverture italienne du volume 1 "Gli archivi"

Nexus est une série de bande dessinée américaine créé par le scénariste Mike Baron et le dessinateur Steve Rude en 1981 pour Capital Comics. Par la suite elle est publiée sous forme de comic books par diverses maisons d'édition. Elle a ainsi été éditée par Dark Horse Comics avec Anina Bennett comme responsable éditoriale. La série a gagné six prix Eisner.